# Elias Fries
Ej att förväxla med botanikern Magnus Fries.

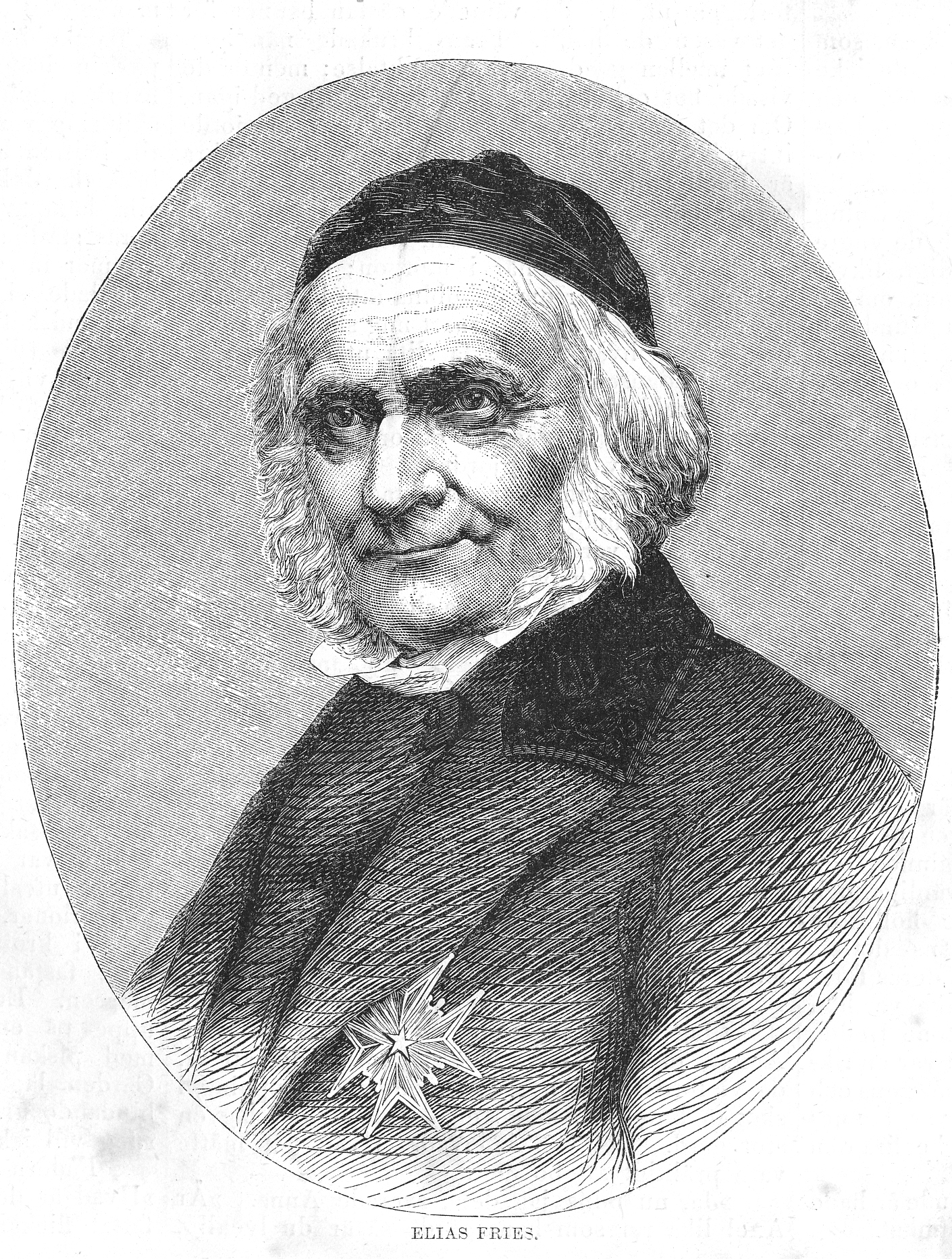
Elias Fries från "Hemvännen" 1877.

Elias Magnus Fries, född den 15 augusti 1794 i Femsjö, död den 8 februari 1878 i Uppsala, var en svensk botaniker och mykolog. Han var professor i Uppsala och ledamot av Svenska Akademien 1847–1878 (stol 14) samt rector magnificus för Uppsala universitet 1839 samt 1853–1854. Utöver mykologi intresserade han sig särskilt för alger, fröväxter och  ormbunksväxter.
Fries är framför allt känd för sitt växtsystematiska arbete rörande svampar, Systema mycologicum (tre delar, 1821–1832), och räknas som en av den moderna mykologins grundläggare.
I Statens porträttsamling på Gripsholms slott återfinns en bröstbild av Fries utförd av Johan Gustaf Sandberg 1838.
Han är begravd på Uppsala gamla kyrkogård.

## Biografi
Fries var son till kyrkoherden, prosten Thore Fries (1762–1839) från Femsjö i Småland och Sara Elisabeth (Sara-Lisa) Wernelin (1769–1837). Hans släkt, den så kallade "Eliassläkten", härstammar från Adam Jonsson Fries (1640–1710), en sporrsmed från Norrköping. Namnet "Frijs" kom in i släkten med Adam Jonsson, och fortsatte med hans son Thore Adamsson (1683–1732) – "Fris", "Friese", "Frijs eller "Fries".  
Fries studerade ursprungligen botanik vid Lunds universitet och var elev till Anders Jahan Retzius och Carl Adolph Agardh, han blev 1814 docent i botanik i Lund och fick 1819 en personlig tjänst som botanices adjunkt. Fries erhöll 1824 professors titel och blev 1828 botanices demonstrator. År 1834 lämnade han Lund för Uppsala där han erhöll den Borgströmianska professuren i praktisk ekonomi (från 1851 botanik och praktisk ekonomi) och han blev då också prefekt för den botaniska trädgården och museet där. 1859 avgick han från professorstjänsten och blev emeritus, medan han kvarstod som direktör av botaniska trädgården till 1863. Hans stora växtsystematiska arbete rörande svampar, Systema mycologicum, utkom i tre delar 1821–1832, och kom att räknas som ett viktigt arbete för utvecklandet av den moderna mykologin. Fries' arbete över lavarna, Lichenographia europæa reformata (1831) förlänade honom den Linnéanska större guldmedaljen. Han invaldes 1821 som ledamot nummer 392 av Kungliga Vetenskapsakademien. 1847 blev han medlem av Svenska Akademien och 1868 hedersdoktor vid Lunds universitet.
Han var även riksdagsman och representerade Uppsala universitet vid riksdagarna 1844–1845 och 1847–1848, samt ledamot av konstitutionsutskottet. 
Fries var också styrelseledamot för Ultuna lantbruksinstitut 1846–1859 samt ledamot i en kommitté för utarbetandet av nya universitetsstatuter. 
Under sin tid i Uppsala var Fries inspektor vid Smålands nation.
Elias Fries gifte sig år 1832 med kyrkoherdedottern Kristina Wieslander (1809–1862). Hans son Teodor (Thore) Magnus Fries blev professor i botanik och sönerna Elias Petrus och Oscar Robert studerade båda vidare inom mykologi. Sonen Elias Petrus liksom dottern Susanna Kristina tecknade båda svampar och ett antal originalplanscher av dessa finns bevarade i Uppsala.